# Sopot Open 2002
Il Sopot Open 2002 è stato un torneo di tennis giocato sulla terra rossa. È stata la 5ª edizione del torneo, che fa parte della categoria International Series nell'ambito dell'ATP Tour 2002 e della Tier III nell'ambito nel WTA Tour 2002. Si è giocato a Sopot in Polonia, dal 22 al 28 luglio 2002.

## Campioni

### Singolare maschile
José Acasuso ha battuto in finale  Franco Squillari con il punteggio di 2–6, 6–1, 6–3

### Doppio maschile
František Čermák /  Leoš Friedl hanno battuto in finale  Jeff Coetzee /  Nathan Healey con il punteggio di 7–5, 7–5

### Singolare femminile
Dinara Safina ha battuto in finale  Henrieta Nagyová con il punteggio di 6–3, 4-0 ritirata

### Doppio femminile
Svetlana Kuznecova /  Arantxa Sánchez Vicario hanno battuto in finale  Evgenija Kulikovskaja /  Ekaterina Sysoeva con il punteggio di 6–2, 6–2